# Jon Walker
Jon Walker właściwie Jonathan Jacob Walker (ur. 17 września 1985 w Chicago) – amerykański muzyk rockowy, były basista zespołu Panic! at the Disco. W maju 2006 zastąpił Brenta Wilsona na tym stanowisku. Aktualnie basista zespołu The Young Veins.